# 蒙法韦站
蒙法韦站是法国的一个铁路车站，位于法国南部城市阿维尼翁境内，因所处蒙法韦街区而得名。

## 位置
蒙法韦站位于阿维尼翁市区的东部的蒙法韦街区，阿维尼翁－米拉马斯铁路5,734公里处，距离阿维尼翁大约6公里。车站大致呈东西走向，开口朝北。

## 站台设置
| 北↑ |      |               | 主站房 |
|     | 侧式 |               |        |
| 1道 |      | 米拉马斯方向→ |        |
| 2道 |      | ←阿维尼翁方向 |        |
|     | 侧式 |               |        |
| 南↓ |      |               |        |

## 停靠线路
以下列车线路在蒙法韦站停靠：
| 蒙法韦站列车线路表                 |      |               |                  |              |
| 线路                               | 车种 | 上一站        | 下一站           | 大致运行频率 |
| 阿维尼翁TGV站/中央站—米拉马斯/马赛 | TER  | 阿维尼翁-中央 | 阿维尼翁旁莫里哀 | 每天13趟左右 |
| 1.                                 |      |               |                  |              |

## 配套交通

### 长途客车
蒙法韦站附近暂无固定的长途客运线路。当铁路线施工或罢工时，SNCF可能会提供途径该线路沿途站点的大巴车，其车票可与SNCF的同线路车票通用。

### 城市公共交通
| 蒙法韦站附近的市内公共交通线路 |              |                                                                                       |
| 公交车站名称                   | 位置         | 停靠线路                                                                              |
| Gare SNCF 火车站               | 蒙法韦站西侧 | 4 兰贝尔（Limbert） ↔ 会展中心（Agroparc） 17 北阿维尼翁（Avignon Nord） ↔ 会展中心（Agroparc） Allobus （定制公交线路） |
| 1.                             |              |                                                                                       |

### 社会车辆
蒙法韦站门口设有社会车辆停车场。

## 临近车站
| 蒙法韦站（Gare de Montfavet）  |                        |                            |
| 上行车站                       | 线路                   | 下行车站                   |
| 阿维尼翁中央站 5,7km ←         | 阿维尼翁－米拉马斯铁路 | 阿维尼翁旁莫里哀站 → 3,2km |
| - 本表仅显示运营中的线路及车站 |                        |                            |